# André Balthazar
Pour les articles homonymes, voir Balthazar.
André Balthazar, né à La Louvière le 7 janvier 1934 et mort dans cette ville le 22 août 2014 ,, est un poète et éditeur belge.

## Biographie
Licencié en philologie romane de l'ULB (Université libre de Bruxelles), André Balthazar a été enseignant dans la région de La Louvière.
Ami de Pol Bury et d'Achille Chavée, son œuvre poétique entretient des rapports étroits avec le surréalisme belge. Son premier recueil La Personne du singulier (publié en 1963) est ornementé par Pierre Alechinsky.
Initiateur de la pensée « Daily-Bul » avec Pol Bury, entretenant des rapports avec le surréalisme, avec le mouvement CoBrA, le mouvement Panique et donc avec une kyrielle d'artistes comme Roland Topor, Christian Dotremont, Pierre Alechinsky, etc.
Il a dirigé le Centre de la gravure et de l'image imprimée (situé à La Louvière). Il s'occupe également — avec l'aide de sa femme Jacqueline Wins — des éditions Le Daily-Bul (édition de textes poétiques, notamment ceux de Roland Topor et les siens).
Il a aussi enseigné à l'école La Cambre (ENSAVC), à Bruxelles.
Il est le grand-oncle de l'autrice de bande dessinée Flore Balthazar.

## Publications
- La Personne du singulier, ornements de Pierre Alechinsky,  éd. Le Daily-Bul, La Louvière, 1963
- À bras le corps, cinétisations de Pol Bury,  éd. Le Daily-Bul, La Louvière, 1965
- Il faut ce qu'il faut, sérigraphies de René Bértholo, chez l'auteur, Paris, 1965
- Pol Bury, monographie,  éd. Sergio Tosi, Milan, 1967
- Deux contes,  éd. Le Daily-Bul, La Louvière, 1969. Coll. Les Poquettes volantes
- Pol Bury, monographie, éd. Cosmos, Bruxelles, 1976. Préface d'Eugène Ionesco
- Fenêtres à vue,  éd. Le Daily-Bul, La Louvière, 1977. Photographies de Georges Vercheval
- Lignes, gravures de Pol Bury,  éd. Brandes, Dijon, 1979
- L'Enfance de l'âge, illustrations d'Antonio Segui,  éd. Le Daily-Bul, La Louvière, 1982 Texte écrit en 1965. Les 50 premiers exemplaires sont accompagnés d'une lithographie originale signée et numérotée par l'artiste.
- Les Images virtuelles, illustrations de Reinhoud, La Pierre d'Alun, Bruxelles, 1982
- Le Coucher de la mariée, éd. Le Daily-Bul, La Louvière, 1984
- La Concordance des temps, dessin de Pol Bury,  éd. Labor, Bruxelles, 1984
- Pâleurs obliques, cinq eaux-fortes de Pol Bury,  éd. Dutrou, Paris, 1987
- Gilles et Marcheurs, photographies de Joseph Chatelain et Marc Pierret,  éd. Archives de Wallonie, 1988
- Façons d'y voir, illustrations de Julius Baltazar,  éd. Le Daily-Bul, La Louvière, 1989
- Buffonneries,  éd. Le Daily-Bul, La Louvière, 1990
- L'Air de Rien, illustrations de Petr Pos,  éd. Le Daily-Bul, La Louvière, 1992
- Deux discours pour deux anniversaires, Pol Bury, éd. Le Daily-Bul, La Louvière, 1992
- Il, cinétisations de Pol Bury,  éd. Le Daily-Bul, La Louvière, 1992
- Elle, images d'Antonio Segui,  éd. Le Daily-Bul, La Louvière, 1995
- Linnéaments, images de Roland Breucker,  éd. Le Daily-Bul, La Louvière, 1997
- Lexikon, images de Roland Breucker,  éd. Le Daily-Bul, La Louvière, 1999, 2001, 2002, 2005, 2007, 2009. Douze tomes parus : 
  - Tome 1 - Le Soulier
  - Tome 2 - Le Chapeau
  - Tome 3 - La Culotte
  - Tome 4 - La Chaise
  - Tome 5 - La Poire
  - Tome 6 - Le Nez
  - Tome 7 - La Pipe
  - Tome 8 - La Trompette
  - Tome 9 - Le Pain
  - Tome 10 - Le Point
  - Tome 11 - Le Rien
  - Tome 12 - Le Suçon
  - Tome 13 à 19 (1 vol. - non-illustré) La Tarte - La Pomme de Terre - L'Oreille- La Main- La Larme- Le Cervelas- Les Vergetures
- La Vache (en gros et en détail), images de Lionel Vinche,  éd. Le Daily-Bul, La Louvière, 2000
- Broutilles, lithographies d'Henri Cueco, Maeght éditeur, Paris, 2002
- Je,  éd. L'Escampette, Bordeaux, 2002
- Les Pas perdus,  éd. L'Escampette, Bordeaux, 2006
- Le petit Mozart, éd. Le Daily-Bul, La Louvière, 2006
- Motus, éd. Le Daily-Bul, La Louvière, 2008
- Les Eaux dormantes, illustrations d'Olivier O. Oliver, La Louvière : Le Daily-Bul, 2008
- Le Temps éparpillé, illustrations de Lionel Vinche, La Louvière, éd. Le Daily-Bul, 2013
- Mémoire à naitre, Louise Herlemont et André Balthazar, éd. Warda, 2013
- Le Temps à tâtons, Incises de Pierre Alechinsky,  éd. Le Daily-Bul, 2019